# Sahaj Grover
Sahaj Grover (Delhi, Índia, 7 de setembre de 1995) és un jugador d'escacs indi, que té el títol de Gran Mestre des de 2012. L'abril de 2003, amb només 7 anys, era el jugador indi més jove en tenir rànquing FIDE.
A la llista d'Elo de la FIDE del novembre de 2015, hi tenia un Elo de 2498 punts, cosa que en feia el jugador número 25 (en actiu) de l'Índia. El seu màxim Elo va ser de 2532 punts, a la llista de gener de 2012 (posició 572 al rànquing mundial).

## Resultats destacats en competició
El 2005 es proclamà Campió del Món Sub-10 a Belfort.
El 2014 empatà al primer lloc al torneig obert de Durban, organitzat en paral·lel al Campionat del món d'escacs de la joventut (el campió fou Sabino Brunello).